# Octavio Paz, Mexiko
Octavio Paz är en ort i Mexiko.   Den ligger i kommunen Tapachula och delstaten Chiapas, i den sydöstra delen av landet, 900 km sydost om huvudstaden Mexico City. Octavio Paz ligger 104 meter över havet och antalet invånare är 1 124.
Terrängen runt Octavio Paz är lite kuperad. Runt Octavio Paz är det ganska tätbefolkat, med 239 invånare per kvadratkilometer. Närmaste större samhälle är Tapachula, 5,2 km norr om Octavio Paz. Trakten runt Octavio Paz består till största delen av jordbruksmark.